# Minosiella
Minosiella es un género de arañas araneomorfas de la familia Gnaphosidae. Se encuentra en  Norte de África, África oriental, Medio Oriente y Asia central. 

## Lista de especies
Según The World Spider Catalog 12.0:
- Minosiella intermedia Denis, 1958
- Minosiella mediocris Dalmas, 1921
- Minosiella pallida (L. Koch, 1875)
- Minosiella perimensis Dalmas, 1921
- Minosiella pharia Dalmas, 1921
- Minosiella spinigera (Simon, 1882)